# Rio Cuc
 (août 2013).
Si vous disposez d'ouvrages ou d'articles de référence ou si vous connaissez des sites web de qualité traitant du thème abordé ici, merci de compléter l'article en donnant les références utiles à sa vérifiabilité et en les liant à la section « Notes et références ».
Le rio Cuc est un cours d'eau brésilien qui baigne l'État d'Amapá et un affluent du rio Jari, donc un sous-affluent de l'Amazone. 

## Géographie
Il prend sa source à l'Ouest de la Serra Uassipein et se jette dans le rio Jari, dont il est un affluent de la rive gauche. Il court du Nord au Sud sur le seul territoire de la municipalité de Laranjal do Jari.